# Літературний туризм

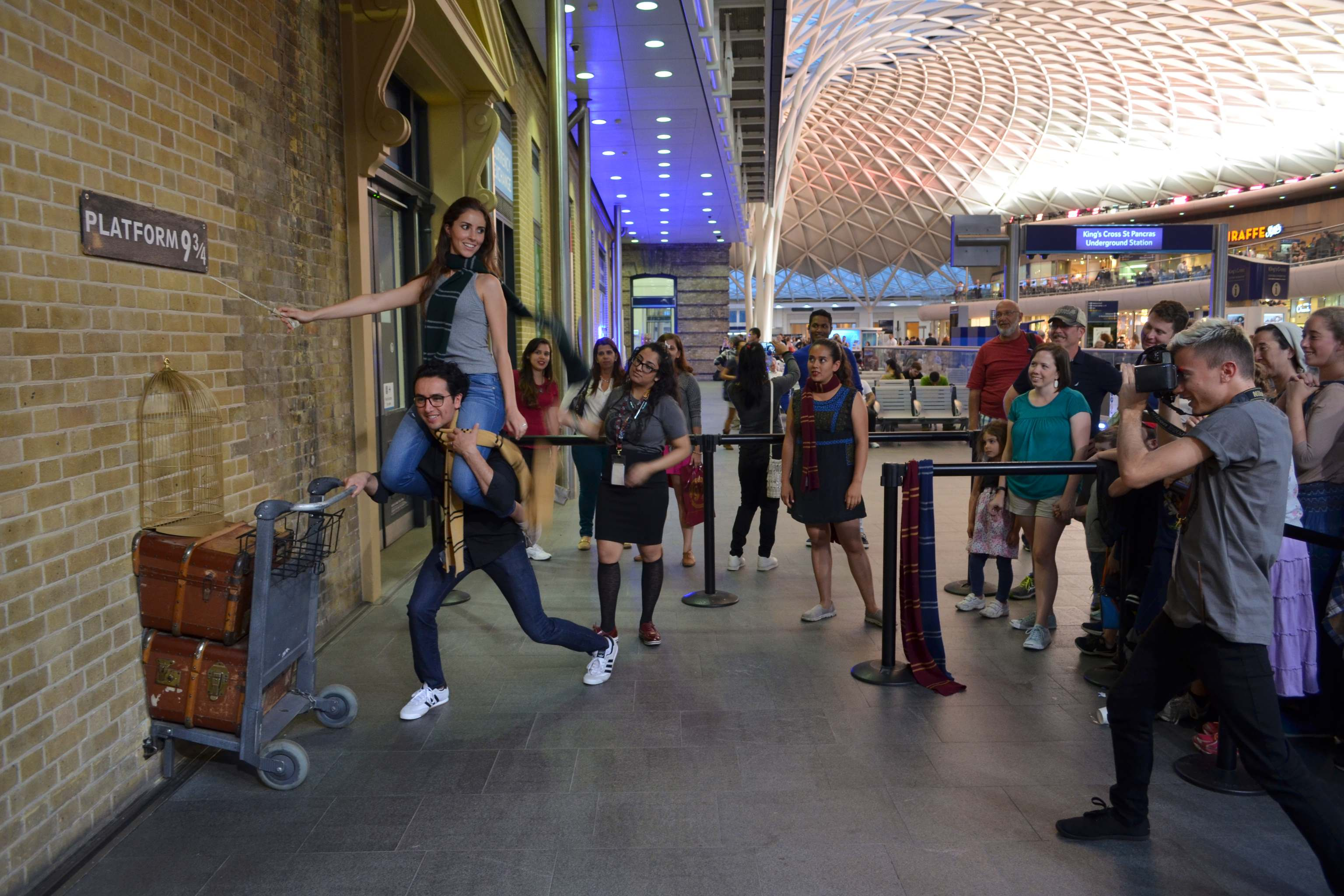
Фанати Гаррі Поттера на станції Кінгз Кросс

Літературний туризм — це різновид культурного туризму пов'язаний з відвідуванням місць пов'язаних з літературними творами або їх авторами. Деякі дослідники розглядають літератуний туризм як сучасну форму секулярного паломництва.
Подібність літератури і туризму полягає в тому, що вони дають змогу здійснити подорож у просторі, увійти до нового світу і вивчити його, ознайомитися його особливою культурою, долучитися до його культурного здобутку у вигляді культурних пам’яток. З іншого боку, прочитання художнього твору і туристична подорож це також своєрідне подорожування у часі. І читач, і турист одночасно перебувають у принаймні двох часових вимірах: реальному та уявному часі, де останній відсилає до подій у художньому творі або подій, пов’язаних із туристичним об’єктом (історія туристичного об’єкту є одним із основних його аспектів, що значною мірою визначає його культурну цінність).  У свою чергу туризм привертає увагу індивіда не тільки до літературних творів, а й до особливостей творчого процесу, специфіки процесу читання та низки літературознавчих проблем, як наприклад, множинність текстових значень. До того ж, туристичний дискурс має багато спільного з літературним дискурсом, адже стиль викладу інформації у першому наближається до художнього. Слід зазначити, що сьогодні популярністю користуються не тільки туристичні об’єкти, пов’язані з художніми творами та їх авторами, а й екскурсії на книговидавничі підприємства, проведення в рамках туристичних програм занять з “творчого письма” (creative writing) або залучення туристів до спеціальних програм (special interest breaks), де вони виступають в ролі дійових осіб і розслідують злочини, що ґрунтується на художніх творах.
Літературний туризм має велике значення в соціально-економічному та культурному розвитку регіону. Це насамперед, збереження історико-культурнрої спадщини, підтримка пам'яток старовини, музеїв, театрів, реставрація архітектурних ансамблів тощо, а також створення нових робочих місць, рівномірний розподіл туристичних потоків по території, формування привабливого туристичного іміджу та надходження коштів до місцевого бюджету.
Для формування літературних турів, орієнтованих на різноманітні сегменти туристичного ринку, було виокремлено форми та види літературного туризму:
- екскурсійна форма, за якою основою літературного туру є пізнавальна складова. Турист отримує інформацію про творчий шлях письменника і про пов'язані з ним пам'ятки.
- розважальна форма, що передбачає відвідування театральної вистави, в основі якої лежить літературний твір, відвідування літературного тематичного парку або участь в літературному фестивалі чи святі.
- освітня форма, яка включає тури, крім екскурсійної чи розважальної програм, передбачені різні навчальні тренінги, вивчення іноземних мов або вітчизняних культур, відвідування бібліотек і книжкових магазинів, літературні вечори, а також віртуальні літературні тури.

Для формування турів частіше використовується екскурсійна форма літературного туризму. Екскурсійну форму поділяють на наступні види туризму: екскурсійний літературно-біографічний, екскурсійний історико-літературний, екскурсійний літературно-художній.
У всіх літературних екскурсіях використовується цитування художніх творів. Цитати повинні бути невеликими (3-4 віршовані строфи, 6-10 фраз з прози), але яскравими та незабутніми. Використання в екскурсіях літературних творів обумовлює підвищені вимоги до культури мовлення, дикції екскурсовода. Е. А. Ножин визначає: "Культуру ораторської мови нерідко ототожнюють з поняттям правильного мовлення, тобто мови, відповідної загальноприйнятим мовним нормам. Але культура ораторської мови – це таке використання мовного матеріалу, яке забезпечує найкращий вплив на дану аудиторію в конкретній обстановці відповідно до поставленим завданням".
Деякі вчені розглядають літературні екскурсії, як сучасний тип світського паломництва. Існують також екскурсійні маршрути, пов'язані з письменниками. Літературні екскурсанти особливо зацікавлені в тому, як місця вплинули на писемність і в той же час, як писало місце. Щоб бути літературним екскурсантом, потрібно мати любов до книг і допитливий образ мислення. У той час як більшість літературних екскурсів зосереджено на відомих творах, більш сучасні твори, написані спеціально для розвитку пізнавального туризму, називаються літературною фантастикою. Сучасна туристична літературна фантастика може включати путівники в історії, що розповідають читачам, як відвідати справжні місця в вигаданих казках. Завдяки новітнім технологічним досягненням в області видавничої діяльності технології можуть дозволити літературні екскурсії. Це можна зробити на нових пристроях для електронного читання, таких як Kindle, iPad, iPhone, смартфони, планшети і звичайні настільні і портативні комп'ютери. Літературні екскурсії, в структурі портфеля екскурсовода, можуть бути одним із ексклюзивних турів у пізнанні рідного краю та інших куточків України.

## Літературний туризм в Україні
Метою літературного або книжковий туризму є відвідування місцин, пов’язаних з відомим автором, персонажем або подіями у художньому творі. Поціновувачі Шерлока їдуть у Лондон, шанувальники Достоєвського у Петербург, фани Дюма – у Париж. Але Україна теж може похвалитися місцями, цікавими для фанатів саме української літератури.
Літературний туризм в Україні має значний потенціал розвитку завдяки багатій літературній спадщині, зв’язкам з відомими письменниками, історичними місцями, а також зростаючому інтересу до культурного та тематичного туризму.  Наприклад, на гадяцькій землі писемність, література та фольклор почали розвиватися з давніх часів. До нас дійшло чимало зразків стародавньої писемності й усної народної творчості, що становлять гордість вітчизняної культури. Варто зазначити унікальний твір з історії Гадяцького краю, і не лише його, а й усієї України доби козаччини – твір полковника Гадяцького козацького полку Григорія Граб’янки, відомого на весь світ як "Літопис Григорія Граб’янки, або літопис самовидця", написаний в середині ХVII ст. в м. Гадячі. Гадяцький край вважається колискою одного з відомих родів в Україні та світі – Драгоманівського, бо саме звідси починається історія славнозвісної родини, що «подарувала» світу Олену Пчілку, Михайла Драгоманова, Лесю Українку – незрівнянний букет талантів в галузі літератури – вчених, дослідників, педагогів, письменників, поетів, перекладачів, публіцистів. З літературною діяльністю О. Пчілки пов'язаний будинок редакції часопису "Рідний край", у якому вона працювала в 1917 – 1919 рр. На жаль, споруда втратила первісний вигляд, але пам'ять відомої землячки увінчана меморіальною дошкою на одній з її стін. В означений період письменниця власним коштом продовжує видавати додаток до часопису – щомісячний журнал для дітей "Молода Україна" – перший і єдиний український журнал для дітей на території Російської імперії, заснований О. Пчілкою в 1908 році.
Великою популярністю в Україні користуються літературні музеї. Один із найколоритніших київських музеїв, пов’язаних із літературою — Київський літературно-меморіальний музей Максима Рильського (вул. Максима Рильського, 7). Голосіїв. Поряд ставки й парк, Голосіївський ліс. На одному з пагорбів у приватному секторі ви побачите садибу, де Рильський жив у п’ятдесятих-шістдесятих роках. Затишне, не помпезне, але доволі масштабне «гніздечко», в якому один із головних поетів українського двадцятого століття нарешті знайшов спокій та улюблений сад після десь буремних, а десь і геть моторошних 1910-х, 1920-х, 1930-х і 1940-х років. Саме тут відбувалося його «друге цвітіння» – повернення до цікавої та самодостатньої творчості після періоду вимушеного пропагандистського письма.